# Pseudanodonta
Pseudanodonta – rodzaj małży z rodziny skójkowatych (Unionidae), obejmujący gatunki występujące głównie w Europie.

## Systematyka
Rodzaj należy do rodziny skójkowatych (Unionidae). Został utworzony przez J. M.-R. Bourguignata w 1877 roku, w wyniku podziału taksonu Pseudodon Gould, 1844. Gatunkiem typowym jest szczeżuja spłaszczona (Pseudanodonta complanata).

### Gatunki
Systematyka rodzaju nie jest w pełni ustalona, w skład rodzaju zaliczane są następujące gatunki:
- Pseudanodonta complanata (Rossmässler, 1835)[4]
- Pseudanodonta elongata (Holandre, 1836)
- Pseudanodonta middendorffi (Siemaschko, 1848)

Nie jest pewne, czy gatunek Pseudanodonta nordenskioldi (Bourguignat, 1880) jest osobnym gatunkiem czy też rasą geograficzną P. complanata. Według innych autorów jest to rodzaj monotypowy, a obserwowana zmienność mieści się w ramach gatunku P. complanata.

## Występowanie
Rodzaj obejmuje gatunki występujące w wodach śródlądowych Europy oraz w ciekach i zbiornikach wodnych zlewisk Morza Czarnego i Morza Kaspijskiego.